# ساجتير
ساجتير هو نهر في ولاية سكسونيا السفلى، ألمانيا.  كما هو معروف  بليدا في شرق فريزيا.